# Jens Iversen Lange

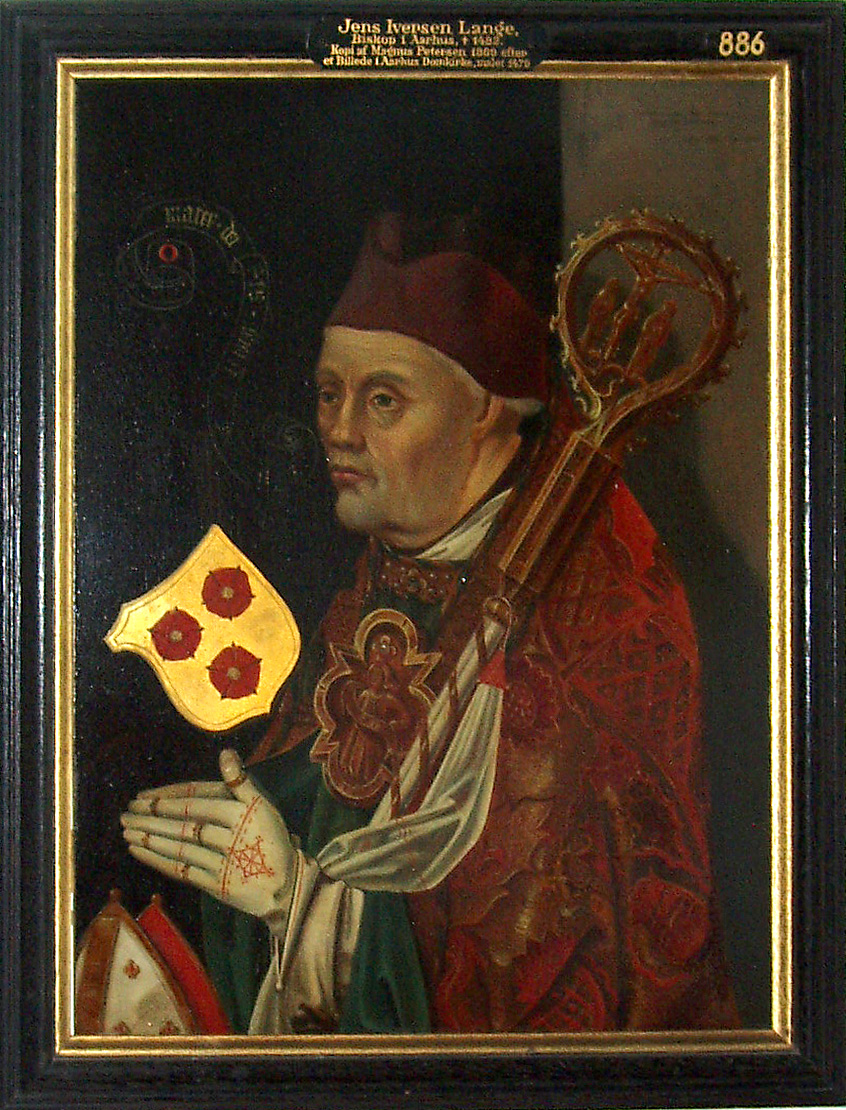
Jens Iversen Lange.

Jens Iversen Lange, död den 9 maj 1482 i Aarhus, var en dansk kyrkoman och statsman.
Lange blev 1428 magister i Erfurt och åtnjöt ett sådant rykte för lärdom, att han 1434 var ett av danska prästerskapets sändebud vid kyrkomötet i Basel. Han var 1449 Kristian I:s sändebud hos påven och deltog 1450–1476 i flera förhandlingsmöten med svenskarna. Från 1449 var han biskop i Aarhus och byggde ett torn och ett kapell till domkyrkan.